# IC 4138
IC 4138 је спирална галаксија у сазвјежђу Береникина коса која се налази на листи објеката дубоког неба у Индекс каталогу.
Деклинација објекта је + 20° 39' 55" а ректасцензија 13h 4m 2,0s. Привидна величина (магнитуда) објекта IC 4138 износи 15,4 а фотографска магнитуда 16,2.